# Poliez-le-Grand
Poliez-le-Grand is een plaats en voormalige gemeente in het Zwitserse kanton Vaud.
Poliez-le-Grand telt 549 inwoners.

## Naam
De plaats werd voor het eerst genoemd in 1160 als Pollius in het Latijn refererend aan een Romijnse villa die zich in de omgeving van de plaats bevond en waarvan in de 20e eeuw resten zijn gevonden. Het domein van de villa werd in het Latijn aangeduid als Polliacum en werd later verdeeld in Polliacum majoris en Polliacum minoris. Polliacum minoris werd de basis van de naam van de aangrenzende gemeente Poliez-Pittet, Polliacum majoris werd Poliez-le-Grand.

## Geschiedenis
Voor 2008 maakte de gemeente deel uit van het toenmalige district Echallens. Op 1 januari 2008 werd de gemeente deel uit van het nieuwe district Gros-de-Vaud.
Op 1 januari 2011 fuseerde de gemeente met de gemeenten Dommartin, Naz en Sugnens tot de nieuwe gemeente Montilliez.